# Кларан

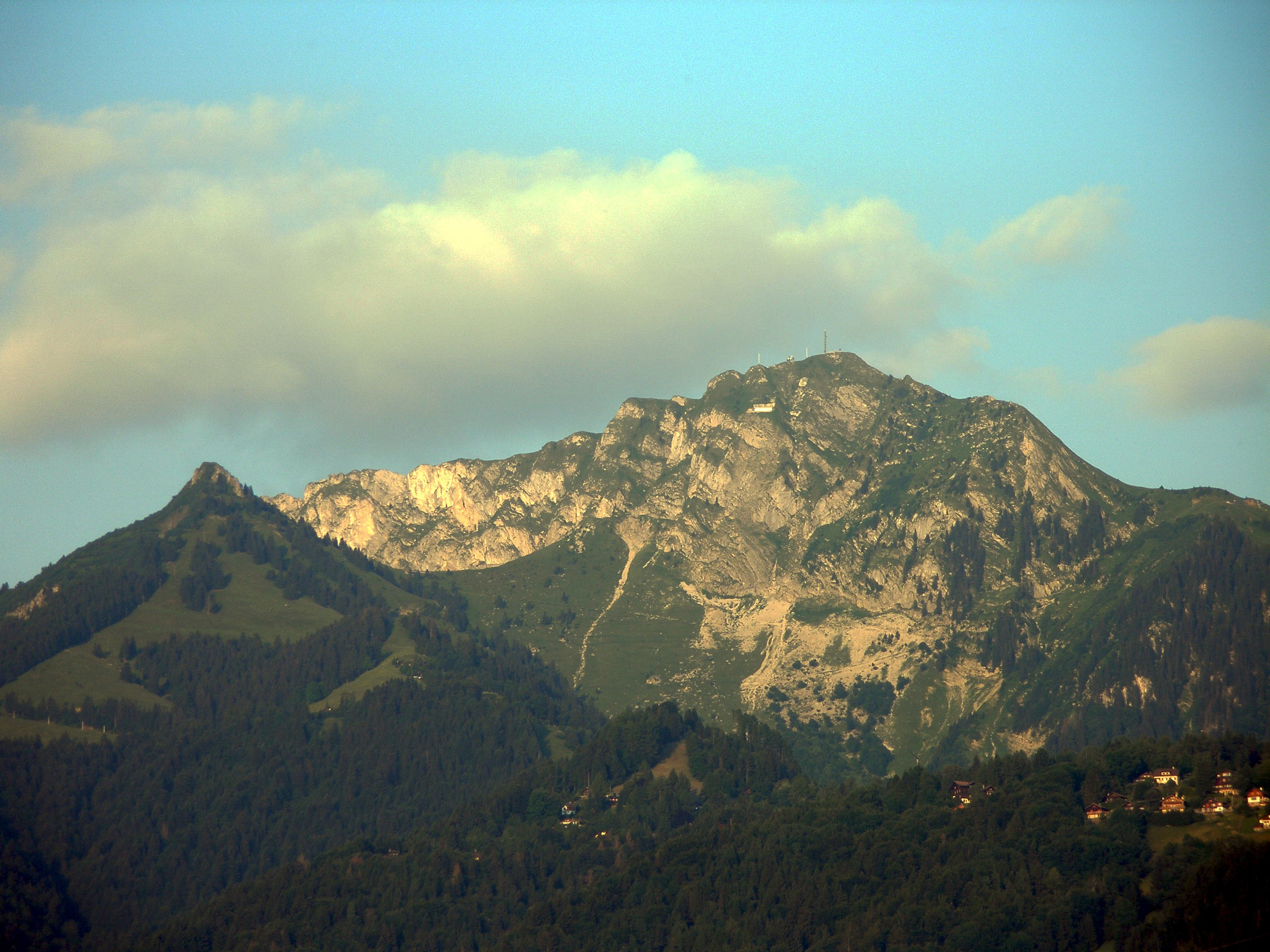
Альпы вокруг Кларана

Клара́н (фр. Clarens) — небольшая деревенька коммуны Монтрё в Швейцарии, находится в кантоне Во. Находится на северо-восточном берегу Женевского озера.
Кларан расположен практически рядом с самим городом Монтрё. Этот район Кларан — Монтрё в XIX веке рассматривался как единое целое — как группа местностей, расположенных в Швейцарии у северо-восточного берега Женевского озера: Clarens, Vernex, Chernex, Territet, Veytaux. Этот район относится к «Швейцарской Ривьере» и в своё время был привлекательным для многих российских композиторов и писателей.

## Природа, климат и хозяйство
Деревня находится на северном берегу Женевского озера. Богатство видов («сад Швейцарии»); с севера и северо-востока Предальпы. Средняя температура холодного полугодия — около 3,7° Р. Превосходный виноград, ради которого сюда приезжают со всех концов Европы. Водолечебное заведение; 17 % маточного рассола — хлористая магнезия. Вблизи слабые щелочно-соленые, тёплые серные источники Лавей-ле-Бан (фр. Lavey-les-Bains). Отличные пути сообщения. Мягкий, довольно постоянный, умеренно-влажный климат.

## Известные люди
В Кларане довольно долгое время жил известный русский композитор П. И. Чайковский. Здесь он написал свои оперы «Евгений Онегин» и «Жанна д’Арк», свой широко известный концерт для скрипки с оркестром (1878), а также часто исполняемую пьесу для скрипки и фортепиано «Méditation» («Раздумье») из цикла «Воспоминание о дорогом месте». В том месте, где жил Чайковский, сейчас находится отель Ройяль Плаза (Royal Plaza). В 1878 году в одном из писем к Надежде фон Мекк композитор писал: «Я не могу себе представить никакой другой местности, кроме России, которая так бы успокаивала меня, как Кларан». 
В окрестностях Монтрё и Кларана жил и другой русский композитор — Игорь Стравинский. Здесь он написал одно из своих самых знаменитых произведений — балет «Весна священная», принёсший ему мировую славу. Несколько позднее, в 1919 году, здесь же Стравинским был написан ещё один балет «Пульчинелла». О Стравинском помнят и в Кларане и в Монтрё: в Кларане в честь его балета названа улица — Rue du Sacre du Printemps (Улица Священной Весны), а в Монтрё в честь самого Стравинского назван концертный зал — Auditorium Strawinsky (Зал Стравинского).
Известный русский писатель Владимир Набоков с 1960 года до самой своей смерти в 1977 году жил вместе со своей женой Верой в Монтрё, арендуя с 1964 года номер в отеле Монтрё-Палас (фр. Montreux Palace). Набоковым в Монтрё было написано несколько произведений. Набоков похоронен на кладбище Кларана.